# جسر بينكالاس
جسر بينكالاس هو جسر روماني قديم مقوس، يقع فوق نهر كوكاتشاي وهو عبارة عن رافد صغير لنهر أديرناز، في أيزونوي في ولاية كوتاهية التركية.

## التاريخ
يعود تاريخ بناء الجسر إلى القرن الثاني الميلادي، يعد واحدًا من أربعة جسور قديمة في ايزونوي، حيث كان من أهم نقط العبور نظرًا لموقعه المركزي بالقرب من معبد زيوس، يؤدي إلى الطريق الروماني القديم إلى كوتاهية.

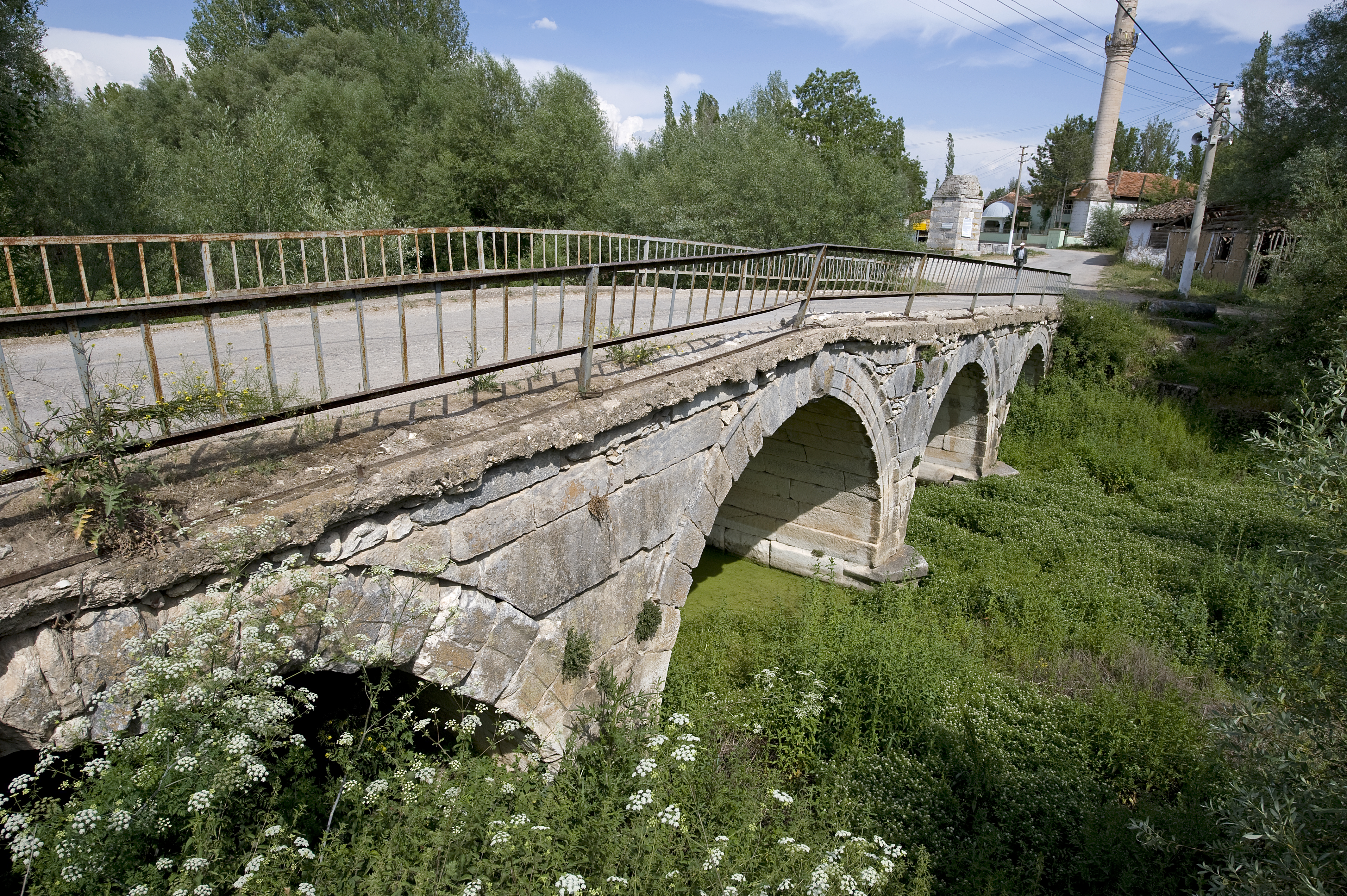
جسر بينكالاس في كوتاهية

بقي الحاجز القديم للجسر قيد الإستخدام حتى عام 1829، تم استبداله بسور حديدي.